# Jean Rouaud
Jean Rouaud (Campbon, Loire-Atlantique - França- 1952), escriptor i periodista francès. Premi Goncourt 1990.
.

## Biografia
Va néixer el 13 de desembre de 1952 a Campbon (França). El seu pare va morir el dia de Sant Esteve de l'any 1963, quan Jean tenia 11 anys. Va entrar becat a l'escola Saint-Louis de Saint Nazaire i el 1974 va obtenir la llicenciatura de lletres a la Universitat de Nantes
Sempre ha desenvolupat una activitat polifacètica, com encarregat d'una benzinera, venedor d'enciclopèdies mèdiques; ha escrit cançons per Johnny Halliday i Juliette Greco. Ha realitzat documentals, escrit obres teatrals, ha gravat un disc i l'any 2007 va escriure el text del "comic" "Moby Dick" amb ilustracions de Dennis Desprez.
A París va treballar en una llibreria i va tenir un quiosc de diaris a la rue de Flandres, i durant molt de temps va estar emmarcat en la imatge "del quiosquer que ha guanyat el Goncourt".
L'any 200 va presidir el jurat del Premi del Llibre Inter.
Paral·lelament a l'activitat com a escriptor publica articles a "Liberation" i al diari suís "Le Temps".

## Obres

### Autobiografies familiars
- 1990: Les Champs d'honneur. Premi Goncourt 1990. Traducció al català de Gemma Rosell. Ed. Proa 1991-
- 1993: Des hommes illustres.
- 1996: Le Monde à peu près
- 1998: Pour vos cadeaux.
- 1999: Sur la scène comme au ciel.
- 2011: Comment gagner sa vie honnêtement (la Vie poétique, 1).
- 2012: Une façon de chanter (la Vie poétique, 2).
- 2014: Un peu la guerre (la Vie poétique, 3).
- 2015: Être un écrivain (la Vie poétique, 4).
- 2019: Kiosque (la Vie poétique,5)
- 2023: Comédie D'Automne (la Vie poétique, 6)

### Assaig
- 1999: Cadou Loire-Intérieure.
- 2001: Les Corps infinis.
- 2007: Préhistoires.
- 2009: Souvenirs de mon oncle.
- 2013: Manifestation de notre désintérêt.
- 2015: Misère du roman.
- 2016: Tout paradis n'est pas perdu.
- 2018: La Splendeur escamotée de frère Cheval ou Le Secret des grottes ornées
- 2020: L'avenir des simples
- 2021: La Constellation Rimbaud (Grasset ISBN 9782246826590)
- 2022 : Qui terre a, guerre a (Grasset ISBN 9782246830948)

### Llibres il·lustrats
- 1999: Carnac ou le Prince des lignes.
- 2002: La Belle au lézard dans un cadre doré.
- 2005: Adaptació de "Les Champs d'honneur" en format de "comic", amb il·lustracions de Denis Deprez.

### Altres
- 1997:Les Très Riches Heures (teatre)
- 1998: Le Paléo-circus.
- 2001: La Désincarnation i Régional et drôle.
- 2004: L'Invention de l'auteur.
- 2006: L'Imitation du bonheur i La Fuite en Chine (teatre)
- 2008: La Fiancée juive.
- 2009: La Femme promise.
- 2010: Évangile (selon moi).
- 2014: Éclats de 14.